# Giprus crassus
Giprus crassus är en insektsart som beskrevs av Sawbridge 1975. Giprus crassus ingår i släktet Giprus och familjen dvärgstritar. Inga underarter finns listade i Catalogue of Life.